# Kathedrale kerk van Sint-Nicolaas de Wonderdoener
De Kathedrale kerk van Sint-Nicolaas de Wonderdoener (Frans: Église-cathédrale de Saint Nicolas le Thaumaturge) is de oudste Russisch-Orthodoxe Kerk van België.

## Geschiedenis
Ze werd in 1862 opgericht als privékapel van prins Nikolaj Aleksejevitsj Orlov, de gevolmachtigde minister van het Keizerlijk Hof van Rusland in Brussel (1860-1870). Het huidige gebouw in de Ridderstraat werd betrokken in 1876.
Vanaf 1929 werd het een aartsbisdom. In 1937 ging het onder invloed van metropoliet Eulogius Georgijevski over tot de Russisch-Orthodoxe Kerk in het Buitenland. Tijdens de Tweede Wereldoorlog pakte de Gestapo  de charismatische aartsbisschop Alexander op tijdens de liturgie. Hij werd gedeporteerd en zou pas terugkeren in 1946, zodat kortstondig een vervanger werd aangeduid. In datzelfde jaar ging Eulogius terug  over naar het Patriarchaat Moskou.

## Aartsbisschoppen
- 1929: Alexander (Alexander Alexandrovitsj Nemolovsky, 1886-1960)
- 1946: Nikon (Alexis de Greve, 1895-1983)[1]
- 1947: Alexander Alexandrovitsj Nemolovsky
- 1960: Basile Krivotsjeine (1900-1985)
- 1987: Simon (Vladimir Nikolajevitsj Isjoenin)